# برنامج الدراسة المستقل بجامعة الجبل الأسود لتدريب المعلمين على اللغة الألبانية
برنامج الدراسة المستقل بجامعة الجبل الأسود لتدريب المعلمين على اللغة الألبانية (بالألبانية: Programi studimor per arsimimin e mesuesve ne gjuhen shqipe)، هو برنامج دراسة مستقل من جامعة مونتينيغرو في بودغوريتسا.
يتم التدريس في البرنامج الدراسي من قبل أساتذة جامعة الجبل الأسود - كلية الفلسفة، وجامعة تيرانا ومعلمي جامعة إشقودرة، وفقًا لاتفاقية التعاون مع جامعة الجبل الأسود.
|               | جامعة الجبل الأسود - برنامج دراسي لتعليم المعلمين باللغة الألبانية. |
| النوع         | عام                                                                 |
| أنشئت         | 2004                                                                |
| المدير        | ديفيد كالاج                                                         |
| الموقع        | بودغوريتشا، الجبل الأسود 42.442722°N 19.240305°E                    |
| الحرم الجامعى | الحضاري                                                             |
| الانتماءات    | جامعة الجبل الأسود                                                  |
| موقع الكتروني | www.fm.ac.me                                                        |